# Quedius haberfelneri
Quedius haberfelneri – gatunek chrząszcza z rodziny kusakowatych i podrodziny kusaków.

## Taksonomia
Gatunek ten opisany został po raz pierwszy w 1891 roku przez Eduarda Eppelsheima. Jako miejsce typowe wskazano Lunz am See w Dolnej Austrii. Opisany z Negoiu w 1902 roku przez Karla Petriego Quedius decoratus zsynonimizowany został z Q. haberfellneri w 1933 roku przez Ottona Scheerpeltza.

## Morfologia
Chrząszcz o wydłużonym ciele długości od 4 do 5 mm. Głowa jest owalna, czarna z metalicznie zielonym połyskiem oraz całkowicie brunatnożółtymi  czułkami i głaszczkami. Wyposażona jest w wielokrotnie dłuższe od skroni, zajmujące niemal całe jej boczne powierzchnie oczy. Czułki mają człon pierwszy krótszy niż dwa następne razem wzięte. Na czole znajdują się po dwa punkty przednie i tylne; brak jest punktów dodatkowych między przednimi, natomiast między punktami tylnymi a tylnym brzegiem głowy występują dwa punkty dodatkowe. Przedplecze jest wypukłe, czarne z metalicznie zielonkawym połyskiem. Na powierzchni czarnej tarczki brak jest punktowania. Pokrywy są czarne z metalicznie zielonkawym połyskiem, płaskie, pokryte mikrorzeźbą i gęsto rozmieszczonymi, małymi, trochę ziarenkowatymi punktami. Odnóża są bruntanożółte z czarnymi udami oraz lekko zaczernionymi goleniami ostatniej pary. Odwłok czarny, mieniący się. Na tergitach oprócz owłosienia czarnego występują małe pęczki białawych włosków przy ich bocznych krawędziach.

## Ekologia i występowanie
Owad górski, zamieszkujący głównie piętro subalpejskie i alpejskie, ale obecny też w reglu górnym i dolnym. Preferuje siedliska wilgotne, bytując w sąsiedztwie topniejących płatów śniegu, źródlisk, pobrzeży potoków i strumieni, wśród mchów i w wilgotnej ściółce. 
Gatunek palearktyczny, europejski, znany z Francji, Niemiec, Szwajcarii, Austrii, północnych Włoch, Polski, Czech, Słowacji, Węgier, Ukrainy i Rumunii. Zasięgiem obejmuje Alpy, Las Czeski i Karpaty Wschodnie. Obserwowany jest rzadko. W Polsce podawany jest z Gór Sanocko-Turczańskich i Bieszczadów.